# 1988年冬季残疾人奥林匹克运动会挪威代表团
1988年冬季残疾人奥林匹克运动会挪威代表团是挪威派出的1988年冬季残疾人奥林匹克运动会代表团。获得25枚金牌、21枚银牌和14枚铜牌。